# Biện (họ)
Biện (chữ Hán: 卞), là một họ của người Trung Quốc và Việt Nam.

## Họ Biện Việt Nam
Người họ Biện đầu tiên được ghi tên trong chính sử Việt Nam là Biện Hoành (卞鍧) (?–?), đỗ Hoàng giáp năm 1554 dưới thời vua Lê Trung Tông nhà Lê trung hưng, người xã Hoa Duệ, huyện Kỳ Hoa (nay thuộc xã Cẩm Duệ, huyện Cẩm Xuyên, tỉnh Hà Tĩnh). Ông được tôn là Thủy tổ của họ Biện tại Việt Nam.

## Người Việt Nam họ Biện có danh tiếng
- Biện Hoành (卞鍧), làm quan đến Hiến sát sứ thời Lê trung hưng.[1]
- Biện Văn Hoan (sinh 1962), Chánh án Tòa án nhân dân tỉnh Bình Thuận từ 2016.[3]
- Biện Thị Hằng (sinh ngày 24 tháng 12, 1998), nữ cầu thủ của Đội tuyển bóng đá nữ quốc gia Việt Nam.

## Người Trung Quốc họ Biện có danh tiếng
- Biện phu nhân (159–230), thiếp của Tào Tháo thời Tam Quốc trong lịch sử Trung Quốc. Bà là mẹ đẻ của Tào Phi, Tào Chương, Tào Thực, và Tào Hùng
- Bian Yi Biên(281-328), ông thường bị gọi nhầm là Bianhu vì vẻ ngoài gần gũi , tên lịch sự là Wangzhi , ông quê ở Jiyin Yuanju (nay là Bianzhuang, Văn phòng Đan Dương, Hà Trạch). Các quan đại thần nhà Tấn chủ yếu hoạt động ở thời Đông Tấn, họ coi mình là lễ nghi và pháp luật, có ý sửa thiên hạ, không sợ quyền lực. Sau đó, trong cuộc nổi dậy của Su Jun, ông đã dẫn quân chống lại Su Jun và cuối cùng chết trong trận chiến.